# Міжнародний день людей з інвалідністю
Міжнародний день людей з інвалідністю (На офіційних мовах ООН (англ. International Day of Persons with Disabilities; фр. Journée internationale des personnes handicapées; ісп. Día Internacional de los Impedidos) — Міжнародний день ООН, встановлений резолюцією A/RES/47/3 Генеральної Асамблеї ООН 14 жовтня 1992 року, який відзначається щорічно 3 грудня. [Архівовано 29 жовтня 2017 у Wayback Machine.]

## Мета
Генеральна Асамблея закликала держави проводити подальшу інтеграцію осіб із інвалідністю в життя суспільства. Міжнародний день людей із інвалідністю не є святом, а покликаний привернути увагу до проблем цих людей, захисту їхніх прав, гідності і благополуччя, акцентує увагу суспільства на перевагах, які воно отримує від участі людей з інвалідністю у політичному, соціальному, економічному і культурному житті. Цей день є нагадуванням людству про його обов'язок виявляти турботу і милосердя до найбільш незахищеної частини суспільства — людей із інвалідністю. Ця мета була поставлена у Всесвітній програмі дій відносно людей з інвалідністю, прийнятій Генеральною Асамблеєю в 1982 році і названа Десятиліттям людей з інвалідністю.
На сьогодні рівень інвалідізації мешканців планети становить більше 1 мільярда людей, або 15 відсотків населення Землі.

## Тематика Міжнародних днів людей з інвалідністю
Щороку вибирається тема Дня, покликана привернути увагу до успіхів в побудові інклюзивної середовища та усунення соціальної нерівності, оцінки ходу виконання положень  Конвенції про права осіб з інвалідністю і роботу по залученню людей з інвалідністю в повсякденне життя суспільства.
Темами Міжнародних днів людей з інвалідністю були:
- 2021: Лідерство та участь людей з інвалідністю до інклюзивного, доступного та стійкого світу після COVID-19

- 2020: Будувати краще: до інклюзивного, доступного і сталого світу після COVID-19[1]

- 2019 Майбутнє доступне[2]

- 2016: Досягнення 17 цілей в ім'я майбутнього, якого ми прагнемо (англ. Achieving 17 Goals for the Future We Want);
- 2015: Інклюзивне суспільство: забезпечення доступу та розширення можливостей (англ. Inclusion matters: access and empowerment for people of all abilities);
- 2014: Сталий розвиток: потенціал технології (англ. Sustainable Development: The Promise of Technology);
- 2013: Усунемо бар'єри, відкриємо двері: за суспільство, відкрите для всіх (англ. Break Barriers, Open Doors: for an inclusive society and development for all);
- 2012: Ліквідація всіх видів бар'єрів для побудови інклюзивного та доступного для всіх суспільства (англ. Removing barriers to create an inclusive and accessible society for all);
- 2011: Разом за кращий світ для всіх: включаючи осіб з обмеженими можливостями в розвиток (англ. Together for a better world for all: Including persons with disabilities in development);
- 2010: Виконання обіцянки: врахування інтересів інвалідів в намічених на 2015 рік і далі Цілях розвитку тисячоліття (англ. Keeping the promise: Mainstreaming disability in the Millennium Development Goals towards 2015 and beyond);
- 2009: Сприяння інклюзивності Цілей розвитку тисячоліття: розширення прав і можливостей людей з інвалідністю та їх громад в усьому світі (англ. Making the MDGs Inclusive: Empowerment of persons with disabilities and their communities around the world);
- 2008: Конвенція про права інвалідів: гідність і справедливість для всіх нас (англ. Convention on the Rights of Persons with Disabilities: Dignity and justice for all of us);
- 2007: Гідна праця для осіб з обмеженими можливостями (англ. Decent work for persons with disabilities);
- 2006: Електронна доступність (англ. E-Accessibility);
- 2005: Права осіб з обмеженими можливостями: діяльність з розвитку (англ. Rights of Persons with Disabilities: Action in Development);
- 2004: Нічого про нас без нас (англ. Nothing About Us Without Us);
- 2003: Наш власний голос (англ. A voice of our own);
- 2002: Самодостатність в житті і стійкість засобів до існування (англ. Independent Living and Sustainable Livelihoods);
- 2001: Повна участь та рівність: заклик до нових підходів для оцінки прогресу і результатів (англ. Full participation and equality: The call for new approaches to assess progress and evaluate outcome);
- 2000: Інформаційні технології повинні працювати для всіх (англ. Making information technologies work for all);
- 1999: Доступність для всіх в новому тисячолітті (англ. Accessibility for all for the new Millennium);
- 1998: Мистецтво, культура та самодостатність в життя (англ. Arts, Culture and Independent Living).[3]

## Проблема інвалідності в Україні
За даними Пенсійного фонду України, Міністерства соціальної політики та Міністерства охорони здоров'я, станом на 01 січня 2015 року в Україні інвалідність мають 2 568 532 особи. Це 6,1 відсотка до загальної кількості населення. З них майже 80 відсотків — це люди працездатного віку. Головною причиною інвалідності у дорослих є хвороби системи кровообігу (35 %), на другому місті — новоутворення, в тому числі злоякісні (23 %), травми (8 %), хвороби кістково-м'язової, ендокринної, нервової системи, психічні розлади та ін. Саме це обумовлює головну спрямованість роботи фахівців профілактичної медицини — подолання шкідливих звичок та нездорової поведінки українців, як факторів ризику головних причин інвалідності. Серед дитячого населення України — 2 відсотка з інвалідністю, або понад 167 тисяч дітей. Серед причин дитячої інвалідності на першому місці — вроджені порушення, далі — хвороби центральної нервової системи та розлади психіки і поведінки.
Україна взяла на себе і виконує конкретні зобов'язання щодо матеріального забезпечення людей з інвалідністю, створення для них необхідних правових, соціально-побутових умов життя, надання низки пільг, конституційно гарантувала на рівні з іншими громадянами можливості для участі в економічній, політичній і соціальній сферах життя суспільства. За останні 10 років державою створено комплекс законів, які регулюють більшість аспектів життя людей із інвалідністю.
Зокрема, це закони України:
- «Про основи соціальної захищеності осіб з інвалідністю в Україні»;
- «Про статус ветеранів війни, гарантії їх соціального захисту»;
- «Про статус і соціальний захист громадян, які постраждали — внаслідок Чорнобильської катастрофи»;
- «Про державну соціальну допомогу особам з інвалідністю з дитинства та дітям з інвалідністю»;
- «Про психіатричну допомогу» та інші нормативно-правові документи.

Створення робочих місць для людей із інвалідністю — питання, яке потребує першочергового вирішення, адже розміру пенсії чи соціальної допомоги недостатньо для гідного існування людини в суспільстві і, як наслідок, це не дає змоги почувати себе повноцінним членом суспільства.
Вони не вимагають до себе жалю, тому що, як ніхто інший, давно усвідомили що це шлях в нікуди. Вони пристосовуються, як можуть, зі всіх своїх сил. Так сталося, адже на їхньому місці могла би опинитися будь-яка інша людина. І для їх виживання не потрібно щось особливе, лише елементарне — можливість жити, жити серед людей, бути в суспільстві і відчувати себе людьми, як і всім нам. Ми всі рівні перед Богом.
Як і інші соціально пригноблені категорії, інваліди об'єднуються в первинні організації для того, щоб виражати свої погляди, вимагати дотримання своїх громадських прав. Як правило, цього дня проводяться різноманітні форуми, публічні дискусії, у ході яких окреслюються тенденції, шляхи та засоби, якими інваліди та їхні родини можуть досягти духовної та матеріальної незалежності в житті.
У цей День всі повинні долучитися до цієї міжнародної ініціативи і побажати всім, хто не байдужий до цієї проблеми, сил і здоров'я, засобів і успіху. Захищаючи гідність людей з інваліднісю, ми захищаємо своє людське обличчя. Інвалідність — це не вирок. Практика показує, що люди з інвалідністю можуть бути і стають повноцінними і високо ефективними членами суспільства, відмінними фахівцями, соціально активними і життєствердними людьми, які надихають.